# Somatidia testacea
Somatidia testacea är en skalbaggsart som beskrevs av Thomas Broun 1909. Somatidia testacea ingår i släktet Somatidia och familjen långhorningar. Inga underarter finns listade i Catalogue of Life.